# Huawei P20
Am 26. März 2018 stellte Huawei mit großem Medienaufwand (Live-Direktübertragung via Internet-Livestream) die P20-Smartphonefamilie vor. Sie umfasst das High-End-Gerät P20 Pro, das Oberklassehandy P20 sowie das Mittelklassegerät P20 lite. Das Design mit der Kerbe („Notch“) im Display lehnt sich dabei deutlich an die aktuelle Generation der Apple-Geräte an, wobei auch die Ausstattung als Kampfansage an Apple und Samsung zu verstehen ist. Bei Auslieferung basieren die Smartphones auf dem Betriebssystem Android 8.1 Oreo mit der Huawei-eigenen Benutzeroberfläche EMUI 8.1.

## Technische Daten P20

### Design
Das Huawei P20 besteht aus je einer Glasplatte auf Front und Rückseite, die durch einen Alurahmen zusammengehalten werden. Wasserdicht i.S. von IP67 ist lediglich das P20 Pro. Beim P20 und P20 Pro sitzt der Fingerabdruckscanner auf der Vorderseite und erlaubt schnelles Entsperren; er kann auch anstelle von Bildschirmtasten verwendet werden. Der Fingerabdrucksensor des P20 lite dagegen befindet sich auf der Rückseite.

### Display
Das Huawei P20 verfügt über ein 5,8 Zoll großes TFT-Display im 18:9-Format mit einer Auflösung von 2240 × 1080 px, also etwas breiter als Full HD. Beim P20 Pro ist ein OLED-Display mit 6" Größe, aber gleicher Auflösung verbaut.

### Kamera
Das Huawei P20 verwendet eine Leica-Kamera, die mit einem 12-MP-Farbsensor und einem 20-MP-Monochrom-Sensor ausgestattet ist. Farb- und Monochrom-Sensordaten werden kombiniert, um Bilddetails und Dynamikumfang zu verbessern und gleichzeitig den Rauschpegel zu senken. Die Blendenwerte liegen bei 1,8 für den RGB-Sensor und 1,6 für den SW-Sensor – letzter ist demnach durch eine größere Blendenöffnung und durch den Wegfall der Farbfilter vor den Subpixeln deutlich lichtempfindlicher als die Hauptkamera. Nur der Farbsensor verfügt über eine optische Bildstabilisierung. Weitere Merkmale der Kamera sind der lasergestützte Autofokus, ein zweifarbiger LED-Blitz und eine 4K-Videoaufzeichnung mit 3840 × 2160 px und 30 B/s.

## P20 lite
- Display: 5,84"-IPS-LCD mit 2.280 × 1.080 Pixel im 19:9-Format;
- Prozessor: Octa-Core-CPU Kirin 659 mit 4 × 2,36 GHz und 4 × 1,7 GHz;
- Speicher: 4 GB RAM, 64 GB interner Programmspeicher, erweiterbar durch microSD-Speicherkarte auf max. 256 GB;
- Kameras: 16- und 2-MP-Hauptkamera (f/2.2 und f/2.4), 16-MP-Frontkamera (f/2.0);
- Akku: 3000 mAh (Standby 545 h, Sprechzeit 16 h);
- Maße und Gewicht: 148,6 × 71,2 × 7,45 mm, 145 g[3]

## P20 Pro
Das Spitzenmodell des Trios verfügt nicht nur über einen mit 4000 mAh stärkeren Akku und ein wasserdichtes Gehäuse nach IP67, sondern auch als erstes Smartphone über eine optische Telebrennweite von 85 mm KB-Äquivalent. Dies wird bei Einsatz einer Linse mit f/2,4/2,4 mm Brennweite durch die Verwendung eines 8-MP-Sensors erreicht. Diese Optik ist bildstabilisiert, erlaubt aber nur Aufnahmen im JPEG-Modus, nicht als RAW-Datei.
Die Hauptkamera liefert RAW-Aufnahmen im JPEG- und DNG-Format mit 40 MP Auflösung und einer f/1,8/3,95-mm-Linse. Die Sensorgröße beträgt 1/1,7 Zoll und entspricht damit den Bildwandlerchips, die auch in Kompaktkameras zu finden sind. Durch die spezielle Anordnung der Farbfilter über den Sensorpixeln, die sozusagen einer vergröberten Bayer-Matrix entspricht, können jeweils vier Subpixel einer Farbe zusammengeschaltet werden; dies wird von Huawei als „Light-Fusion“ bezeichnet. Die Auflösung sinkt damit auf 10 MP, jedoch erhöhen sich Lichtempfindlichkeit und Rauschminimierung dramatisch (bei allerdings verringerter Farbauflösung).
Ergänzt wird das Linsentrio durch ein Monochrom-Modul mit f/2,4/2,4-mm-Linse und 20 MP Auflösung. Auch dieses System zeichnet bei SW-Aufnahmen nur JPEG-, keine DNG-Dateien auf. Die Rohdatenfiles werden demnach ausschließlich aus der 40-MP-Hauptkamera gewonnen, allerdings je nach Aufnahmeprogramm ergänzt um Bildinformationen aus den restlichen Kameramodulen.
Die Kamera des P20 Pro erzielte 109 Punkte im DxOMark-Mobile-Test und ist damit die beste Handykamera, die jemals dort gemessen wurde. Besonders bei Fotoaufnahmen sowie bei schwachen Lichtbedingungen wurden Werte deutlich über jeder anderen Handykamera gemessen.